# تعلقه دهرکی
تعلقه دهرکی (به انگلیسی: Daharki Taluka) یک تعلقه یا تحصیل در پاکستان است که در ایالت سند واقع شده‌است.